# Декларация о латышских легионерах во Второй мировой войне
Декларация о латышских легионерах во Второй мировой войне (латыш. Deklarācija par latviešu leģionāriem Otrajā pasaules karā) принята Сеймом Латвии шестого созыва на его предпоследнем заседании 29 октября 1998 года 50 голосами против 8 при 3 воздержавшихся (всего в Сейме 100 депутатов). Докладчик Янис Маулиньш перед голосованием заявил: 

Это наше решение будет нашей позицией по отношению к нашим солдатам, которые действительно сражались за независимость Латвии и против того лютого врага, который на нас напал в 1940 году. Сказана правда о том,  как в мире оцениваются легионеры, в 1946 году и позднее, со стороны западных союзников. А до сих пор была дезинформация о легионерах, и среди жертв этой дезинформации оказались и наш президент Улманис, канцлер Германии Гельмут Коль и президент нашего большого соседа Борис Ельцин. Чтобы устранить эту дезинформацию, прошу проголосовать за этот проект постановленияОригинальный текст (латыш.)Šis mūsu lēmums būs mūsu nostāja pret mūsu karavīriem, kuri tiešām cīnījās par Latvijas neatkarību un pret to neganto ienaidnieku, kas mums bija uzbrucis 1940.gadā. Ir pateikta patiesība par to, kā tiek pasaulē novērtēti leģionāri 1946.gadā un vēlākajos gados no sabiedrotajiem Rietumos. Bet līdz šim ir bijusi dezinformācija par leģionāriem, un šo dezinformācijas upuru skaitā bija arī mūsu Valsts prezidents Ulmanis, Vācijas kanclers Helmuts Kols, kā arī mūsu lielās kaimiņvalsts prezidents Boriss Jeļcins. Lai novērstu šo dezinformāciju, lūdzu, nobalsosim par šo lēmuma projektu.
Декларация вызвала протест МИД и Госдумы России, назвавших декларацию «откровенно провокационной» попыткой «оправдать преступления ветеранов латышского легиона СС» (Госдума) или «обелить преступления латышских фашистов» (МИД).
В марте 2007 года в Сейм депутатами ЗаПЧЕЛ и «Центра согласия» подавался проект декларации «О недопустимости оправдания преступлений нацистского режима, прославлении лиц, воевавших на стороне нацистов, и попыток возрождения нацизма», предусматривавщий отмену декларации 1998 года, но проект был отклонен: за его передачу в комиссии было отдано 18 голосов, против — 63, 3 депутата воздержались.
Российский историк В. В. Симиндей, объявленный в Латвии персоной нон грата, расценивает утверждение декларации 

Действительно, некоторая часть граждан Латвии вступила в латышский легион добровольно, но это произошло потому, что СССР в 1940-1941 годах осуществлял в Латвии геноцид. Сотни человек были расстреляны без приговора суда, десятки тысяч депортированы в отдаленные районы СССР. Германия также в это время допускала военные преступления и геноцид в Латвии, однако они затронули граждан Латвии в многократно меньших объёмах. Поэтому некоторые граждане Латвии считали, что, вступая в легион, они защитят себя и свои семьи от новых массовых репрессий со стороны СССР, которые позднее действительно последовали
как попытку «приуменьшить нацистские преступления, ретушировать память о жертвах нацистского геноцида и глорифицировать латышских легионеров Ваффен-СС из числа добровольцев».[значимость факта?]
Одна из соавторов декларации, экс-спикер Сейма, историк Илга Крейтусе, в 2010 году дала следующий комментарий: «Думаю, пройдет время и в сознании людей все встанет на свои места. Мы поймем, что Waffen SS — это преступная организация, но были еще и люди, которых силой призвали в 43-м и просто использовали»
В 2011 году депутаты Сейма от Национального объединения подали вопрос премьер-министру о том, как выполняется резолютивная часть декларации: «обязанностью латвийского правительства является: 1) требовать от оккупировавших государств и их правопреемников, чтобы они согласно нормам международного права возместили гражданам Латвии, членам их семей и их наследникам убытки, понесенные в связи с противозаконной мобилизацией в армии оккупировавших государств; 2) заботиться о предотвращении попрания чести и достоинства латышских солдат в Латвии и за рубежом».